# Landry
Landry är en kommun i departementet Savoie i regionen Auvergne-Rhône-Alpes i sydöstra Frankrike. Kommunen ligger i kantonen Aime som tillhör arrondissementet Albertville. År 2022 hade Landry 810 invånare.

## Befolkningsutveckling
Antalet invånare i kommunen Landry
| Referens: INSEE |